# Championnat du monde des voitures de sport 1980
1979 1981
Le Championnat du monde des voitures de sport 1980 est la 28e saison du Championnat du monde des voitures de sport (WSC) FIA, également connu sous le nom de Championnat du monde d'endurance. Il est ouvert aux voitures Groupe 6, Groupe 5 et IMSA GTX, bien qu'aucune de ces voitures n'ait été incluse dans le championnat constructeur WSC. Il s'est couru du 2 février 1980 au 28 septembre 1980, comprenant onze courses, incluant les courses IMSA.
Un challenge mondial des pilotes d'endurance a été organisé cette saison sur onze épreuves, dont six étaient communes avec le championnat constructeur. Ce challenge n'avait pas le statut de championnat du monde, mais l'obtiendra la saison suivante alors qu'il sera combiné avec le championnat constructeur.

## Calendrier
| Manche | Course                                 | Circuit                        | Participants | Date                   |
| ------ | -------------------------------------- | ------------------------------ | ------------ | ---------------------- |
| 1      | 24 Heures de Daytona - Pepsi Challenge | Daytona International Speedway | 68           | 2 février au 3 février |
| 2      | 6 Heures de Brands Hatch               | Circuit de Brands Hatch        | 32           | 16 mars                |
| 3      | 6 Heures de Mugello                    | Circuit du Mugello             | 26           | 13 avril               |
| 4      | 1 000 km de Monza                      | Autodromo Nazionale di Monza   | 37           | 27 avril               |
| 5      | 6 Heures de Silverstone                | Circuit de Silverstone         | 26           | 11 mai                 |
| 6      | 1 000 km du Nürburgring                | Nürburgring                    | 74           | 25 mai                 |
| 7      | 24 Heures du Mans                      | Le Mans                        | 55           | 14 au 15 juin          |
| 8      | 6 Heures de Watkins Glen               | Watkins Glen International     | 28           | 6 juillet              |
| 9      | 1 000 km de Mosport                    | Circuit Mosport Park           | 32           | 17 août                |
| 10     | 6 Heures de Vallelunga                 | Circuit de Vallelunga          | 33           | 7 septembre            |
| 11     | 1 000 km de Dijon                      | Circuit de Dijon-Prenois       | 26           | 28 septembre           |

## Résultats de la saison

### Attribution des points
Les points sont distribués aux dix premiers de chaque course dans l'ordre de 20-15-12-10-8-6-4-3-2-1 points, toutefois :
- Les pilotes qui ne conduisent pas la voiture dans un certain pourcentage de tours dans une course n'ont pas droit aux points.
- Les constructeurs ne reçoivent les points que de leur voiture la mieux classée, les autres voitures du même constructeur ne marquant aucun point, cependant les points sont attribués aux pilotes de ces voitures.
- Le pilote et les équipes ne marquent pas de points s'ils n'accomplissent pas 90 % de la distance du vainqueur.

### Courses
| Manche | Circuit       | Équipe vainqueur                           | Résultats |
| Manche | Circuit       | Pilote vainqueur                           | Résultats |
| ------ | ------------- | ------------------------------------------ | --------- |
| 1      | Daytona       | #2 Joest Racing                            | Résultats |
| 1      | Daytona       | Reinhold Joest Rolf Stommelen Volkert Merl | Résultats |
| 2      | Brands Hatch  | #19 Lancia Corse                           | Résultats |
| 2      | Brands Hatch  | Riccardo Patrese Walter Röhrl              | Résultats |
| 3      | Mugello       | #33 Lancia Corse                           | Résultats |
| 3      | Mugello       | Riccardo Patrese Eddie Cheever             | Résultats |
| 4      | Monza         | #34 Alain de Cadenet                       | Résultats |
| 4      | Monza         | Alain de Cadenet Desiré Wilson             | Résultats |
| 5      | Silverstone   | #8 Alain de Cadenet                        | Résultats |
| 5      | Silverstone   | Alain de Cadenet Desiré Wilson             | Résultats |
| 6      | Nürburgring   | #31 Liqui Moly Joest Racing                | Résultats |
| 6      | Nürburgring   | Rolf Stommelen Jürgen Barth                | Résultats |
| 7      | Le Mans       | #16 Jean Rondeau                           | Résultats |
| 7      | Le Mans       | Jean Rondeau Jean-Pierre Jaussaud          | Résultats |
| 8      | Watkins Glen  | #31 Lancia Corse                           | Résultats |
| 8      | Watkins Glen  | Hans Heyer Riccardo Patrese                | Résultats |
| 9      | Mosport       | #6 Dick Barbour Racing                     | Résultats |
| 9      | Mosport       | John Fitzpatrick Brian Redman              | Résultats |
| 10     | Vallelunga    | #42 Giorgio Francia                        | Résultats |
| 10     | Vallelunga    | Giorgio Francia Roberto Marazzi            | Résultats |
| 11     | Dijon-Prenois | #1 Sportwagen Team                         | Résultats |
| 11     | Dijon-Prenois | Henri Pescarolo Jürgen Barth               | Résultats |

### Championnat du monde des constructeurs
Le classement du Championnat du monde des constructeurs rassemble les résultats des deux catégories confondues.
Seuls les huit meilleurs résultats sont pris en compte dans le classement. Les autres points ne sont pas comptabilisés et sont indiqués en italique.

#### Division I (>2 000cm3)
| Pos | Châssis | 1  | 2  | 3    | 4  | 5  | 6  | 7  | 8  | 9  | 10   | 11   | Total |
| --- | ------- | -- | -- | ---- | -- | -- | -- | -- | -- | -- | ---- | ---- | ----- |
| 1   | Porsche | 20 | 20 | (15) | 20 | 20 | 20 | 20 | 20 | 20 | (15) | (20) | 160   |
| 2   | Lancia  |    |    | 20   |    |    |    |    |    |    | 20   |      | 40    |
| 3   | Ferrari |    |    |      |    | 12 |    |    |    |    |      |      | 12    |
| 4   | BMW     |    |    |      |    |    |    |    | 4  |    |      |      | 4     |
| 5   | Opel    |    |    |      |    |    | 3  |    |    |    |      |      | 3     |

#### Division II (<2 000cm3)
| Pos | Châssis | 1  | 2  | 3  | 4  | 5  | 6  | 7  | 8  | 9    | 10   | 11 | Total |
| --- | ------- | -- | -- | -- | -- | -- | -- | -- | -- | ---- | ---- | -- | ----- |
| 1   | Lancia  | 20 | 20 | 20 | 20 | 20 | 20 | 20 | 20 | (20) | (20) |    | 160   |
| 2   | BMW     |    |    |    |    | 15 | 12 |    |    |      | 12   | 20 | 59    |
| 3=  | Porsche |    |    |    |    |    |    |    |    |      | 15   |    | 15    |
| 3=  | Fiat    |    |    |    |    |    |    |    |    |      |      | 15 | 15    |
| 5   | Ford    |    |    |    |    |    | 4  |    |    |      |      |    | 4     |
| 6   | Opel    |    |    |    |    |    | 1  |    |    |      |      |    | 1     |

- Lancia Remporte le titre de Champion du monde des constructeurs.

### Challenge mondial des pilotes d'endurance
- John Paul Sr.